# Thenae
Thenae (łac. Thenitanus, wł. Tene) - stolica historycznej diecezji w Cesarstwie rzymskim w prowincji Byzacena, współcześnie w okolicy Henchir-Tina w Tunezji. Obecnie katolickie biskupstwo tytularne. Pierwszym biskupem Thenae był Thomas Spreiter, jako wikariusz apostolski Dar es Salaam w dzisiejszej Tanzanii. W 1974 stolicę objął biskup Andrzej Maria Deskur, pełniący wówczas funkcję przewodniczącego Papieskiej Rady ds. Środków Społecznego Przekazu (od 1980 arcybiskup). Po kreacji kardynalskiej abpa Deskura, biskupem Thenae został Marian Duś, biskup pomocniczy warszawski, zasiadając na tej stolicy do swojej śmierci w 2021. 

## Biskup tytularni
| Lp. | Biskup                | Funkcja | Od                   | Do                |
| --- | --------------------- | --- | -------------------- | ----------------- |
| 1   | Thomas Spreiter OSB   | wikariusz apostolski Południowego Zanguebaru (Niemiecka Afryka Wschodnia) wikariusz apostolski Dar-es-Salaam (NAW) prefekt apostolski Zululandu (ZPA) wikariusz apostolski Eshowe (ZPA) | 13 marca 1906        | 27 stycznia 1944  |
| 2   | Louis Kelleher        | biskup pomocniczy Bostonu (USA) | 21 kwietnia 1945     | 26 listopada 1946 |
| 3   | Thomas McDonough      | biskup pomocniczy Saint Augustine (USA) biskup pomocniczy Savannah (USA) | 10 marca 1947        | 2 marca 1960      |
| 4   | Paolo Ghizzoni        | biskup pomocniczy Piacenzy (Włochy) biskup pomocniczy San Miniato (Włochy) | 23 grudnia 1961      | 15 kwietnia 1972  |
| 5   | Andrzej Maria Deskur  | przewodniczący Papieskiej Rady ds. Środków Społecznego Przekazu | 17 czerwca 1974      | 25 maja 1985      |
| 6   | Marian Duś            | biskup pomocniczy warszawski | 21 grudnia 1985      | 9 września 2021   |
| 7   | Joel Maria dos Santos | biskup pomocniczy Belo Horizonte (Brazylia) | 27 października 2021 |                   |